# Anaspidáceos
Anaspidáceos (Anaspidacea) é uma ordem de crustáceos que compreende 11 géneros repartidos por 4 famílias. A distribuição geográfica e de habitat das famílias é a seguinte:
- A família Anaspididae, com distribuição geográfica restrita à Tasmânia, inclui espécies que são estigobiontes estritos, ocupando exclusivamente habitats de águas subterrâneas, e espécies que vivem em lagos, cursos de água e charcos associados a turfeiras.
- A família Koonungidae distribui-se pela Tasmânia e pelo sueste da Austrália, ocupando tocas escavadas por lagostins e habitats aquáticos situados em cavernas.
- As famílias Psammaspididae e Stygocarididae estão ambas restritas a habitats cavernícolas, sendo os seus membros troglóbios, nalguns casos estigobiontes obrigatórios. A família Stygocarididae tem uma distribuição geográfica mais ampla do que as restantes famílias, com o género Parastygocaris presente na Nova Zelândia, na América do Sul e na Austrália. Dois outros géneros da família são endémicos da América do Sul e um deles, o género Stygocarella, é endémico da Nova Zelândia.

## Famílias e géneros
- Família Anaspididae Thomson, 1893
  - Allanaspides Swain, Wilson, Hickman & Ong, 1970 — Tasmânia
  - Anaspides Thomson, 1894 — Tasmânia
  - Paranaspides Smith, 1908 — Tasmânia
- Família Koonungidae Sayce, 1908
  - Koonunga Sayce, 1907 — Sueste da Austrália e Tasmânia
  - Micraspides Nicholls, 1931 — Sueste da Austrália e Tasmânia
- Família Psammaspididae Schminke, 1974
  - Eucrenonaspides Knott & Lake, 1980 — Tasmânia
  - Psammaspides Schminke, 1974 — Sueste da Austrália
- Família Stygocarididae Noodt, 1963
  - Oncostygocaris Schminke, 1980 — Sul da América do Sul
  - Parastygocaris Noodt, 1963 — Sul da América do Sul
  - Stygocarella Schminke, 1980 — Nova Zelândia
  - Stygocaris Noodt, 1963 — Sul da América do Sul, sueste da Austrália e Nova Zelândia